# Rapidlok
Rapidlok (litt. Ra) är en typ av elektriskt lok som främst var avsett för expresståg i Sverige. De första rapidloken tillverkades 1955 och väckte stor uppmärksamhet då de kom eftersom de hade en mjuk strömlinjeformad yttre formgivning, vilket var ovanligt i Sverige på den tiden. Loken var målade i ljusorange med ett mörkgrönt band vilket också var ovanligt eftersom svenska ellok annars alltid var målade i brunt. Senare moderniserades loken och fick samma orange färgsättning som Rc-loket. Vid denna modernisering erhöll det också nya halogenstrålkastare från Marchal.

## Historia

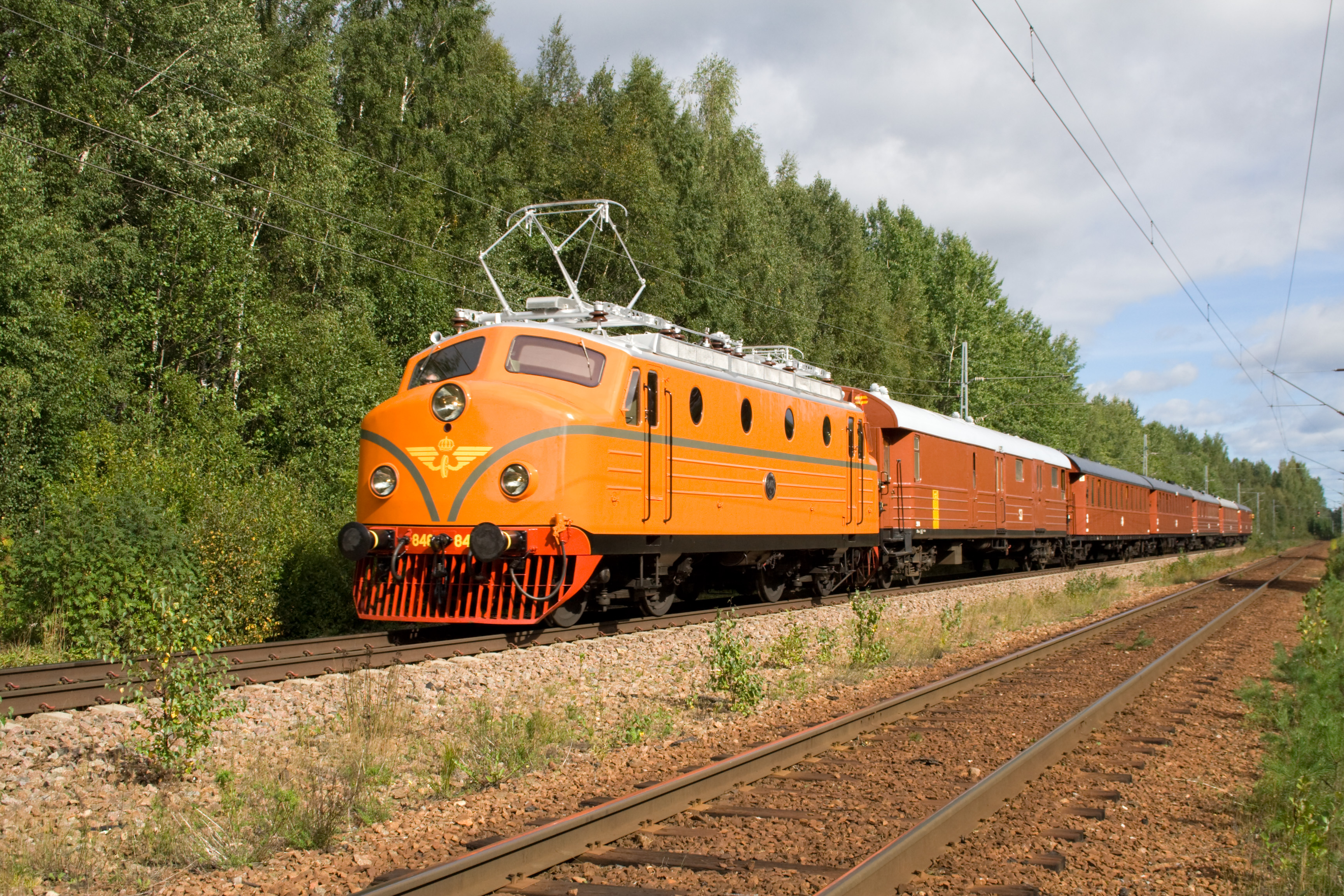
Ra 846 (Rapid 1) i originalutförande.

De två första loken som levererades 1955 blev en omedelbar succé och SJ bestämde sig för att beställa ytterligare åtta av denna typ. Loken var avsedda för snabbgående persontåg på huvudlinjerna, men användes undantagsvis även för att dra godståg. Vid den här tiden var den högsta tillåtna hastigheten på de svenska järnvägarna 130 km/h, vilket innebar att rapidlokens toppfart på 150 km/h sällan kom till användning. När Rapidloken kom hade de den högsta effekten per ton lokvikt i hela världen.
Från 1970-talet, då SJ fått de första Rc-loken, började man köra med rapidloken i mer regional trafik, i framför allt Mälardalen och Bergslagen. Bland annat användes de på linjen Stockholm–Eskilstuna. 1996 hade loken gjort sitt i reguljär trafik och man började ställa av dem.
Idag finns bara ett rapidlok kvar i reguljär trafik, men flera av dem finns hos olika järnvägsföreningar och på museum. Bland annat finns Ra 846 på Järnvägsmuseet i Gävle, där allmänheten kan ta en närmare titt på det, och Ra 847, som tillhör museiföreningen Bergslagernas Järnvägssällskap i Göteborg, användes fram till september 2009 av Tågab för att dra en mätvagn åt Banverket, den så kallade Strixen, för mätning av spåret och kontaktledningens läge. I Nässjö finns 2 rapidlok.
Ett på Nässjö järnvägsmuseum: Nummer 987 och ett hos STAB: Nummer 988 (inköpt från Sveriges Järnvägsmuseum år 2012). Ytterligare ett rapidlok, Ra 994 ägs av museiföreningen SKÅJ och finns i Hagalund.

## Numrering

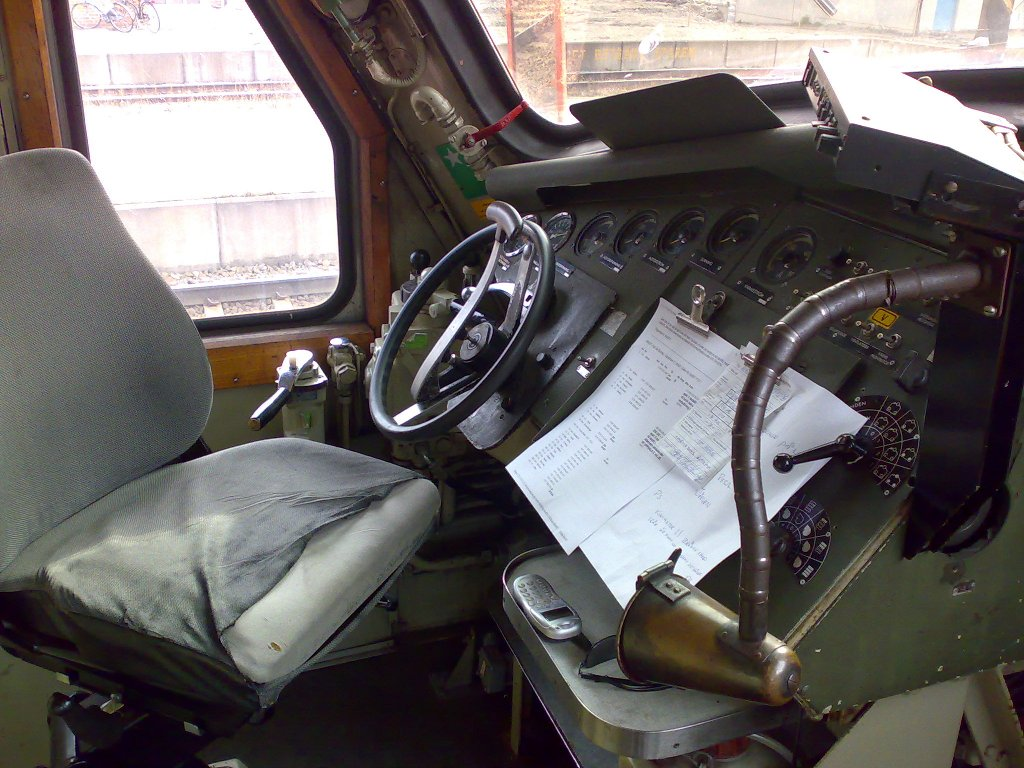
Ra 994 förarhytt i Bollnäs.

Ra-loken fick förutom sitt nummer inom SJ även ett nummer som endast var en nummerserie för rapidloken:

- Ra 846 - Rapid 1
- Ra 847 - Rapid 2
- Ra 987 - Rapid 3
- Ra 988 - Rapid 4
- Ra 989 - Rapid 5
- Ra 990 - Rapid 6
- Ra 991 - Rapid 7
- Ra 992 - Rapid 8
- Ra 993 - Rapid 9
- Ra 994 - Rapid 10